# Mar Cotelo Balmaseda
Pour les articles homonymes, voir Cotelo et Balmaseda (homonymie).
Mar Cotelo Balmaseda, née le 31 mars 1973, est une femme politique espagnole membre du Parti populaire (PP).
Elle est élue députée de la circonscription de La Rioja lors des élections générales de juin 2016.

## Biographie

### Profession
Elle est titulaire d'une licence en droit de l'université de La Rioja et d'un master en fiscalité et fiscalité internationale.

### Activités politiques
Elle est gérante du centre commercial municipal de Logroño de 2003 à 2007, conseillère au cabinet de la présidence du gouvernement de La Rioja de 2007 à 2011, directrice de cabinet au département de l'Industrie, de l'Innovation et de l'Emploi du gouvernement régional de 2011 à 2015 puis directrice de cabinet du maire de Logroño de 2015 à 2016.
Le 26 juin 2016, elle est élue députée pour La Rioja au Congrès des députés. De 2019 à 2023, Mar Cotelo est première adjointe au maire déléguée au Finances, au Tourisme et au Développement entrepreneurial de Fuenmayor.